# Lidong
För andra betydelser, se Lidong (olika betydelser).
Lìdōng (pīnyīn), Rittō (rōmaji) eller Ipdong (romaja) (kinesiska och japanska: 立冬; koreanska: 입동(S)/립동(N); vietnamesiska: Lập đông; bokstavligen ”vintern infaller”) är den nittonde solarperioden i den traditionella östasiatiska lunisolarkalendern (kinesiska kalendern), som delar ett år i 24 solarperioder (節氣). Lidong börjar när solen når den ekliptiska longituden 225°, och varar till den når longituden 240°. Termen hänvisar dock oftare till speciellt den dagen då solen ligger på exakt 225° graders ekliptisk longitud. I östasiatiska kulturer anses dagen vara den första vinterdagen. I den gregorianska kalendern börjar lidong vanligen omkring den 7 november och varar till omkring den 22 november.

## Pentader
Varje solarperiod kan indelas i tre pentader (候): Första pentaden (初候), andra pentaden (次候) och sista pentaden (末候). Ett år har alltså 72 pentader och för lidong gäller:
- Första pentaden: 豺乃祭獸 (”vattnet börjar frysa”)
- Andra pentaden: 草木黃落 (”jorden börjar hårdna”)
- Sista pentaden: 蟄蟲咸俯 (”fasaner träder in i vattnet och bli musslor”)